# Bill Cotty

a Compétitions nationales et continentales officielles uniquement.

b Matchs officiels uniquement.
William Alfred Henry "Bill" Cotty, né le 24 février 1875 à Kimberley et mort dans la même ville le 6 septembre 1928, est un joueur sud-africain de rugby à XV international. 

## Biographie
Né à Kimberley, il a fréquenté le lycée pour garçon de Kimberley avant de jouer au rugby provincial pour Griqualand West (maintenant connu sous le nom de Griquas).
Il joue un test-match avec la sélection sud-africaine en 1896, à l'occasion d'une tournée de l'équipe des Îles britanniques en Afrique du Sud.